# Lee Hyeong-geun
Lee Hyeong-geun, kor. 이형근 (ur. 7 grudnia 1964) – południowokoreański sztangista, brązowy medalista olimpijski (1988).

## Osiągnięcia

### Letnie igrzyska olimpijskie
- Seul 1988 –  brązowy medal (waga lekkociężka)

### Igrzyska azjatyckie
- Pekin 1990 –  srebrny medal (waga półciężka)